# Arauca megye
Arauca Kolumbia egyik megyéje. Az ország északkeleti részén terül el. Székhelye Arauca.

## Földrajz
Az ország északkeleti részén elterülő megye északon és keleten Venezuelával, délen Casanare, nyugaton pedig Boyacá megyével határos. Nyugati részén még hegyek emelkednek, de legnagyobb része az Orinoco-menti síksághoz tartozik.

## Gazdaság
Legfontosabb termesztett növényei a banán, a manióka, a rizs és a kukorica, de sok kakaót is termelnek: a megye az egész ország kakaótermelésének 18%-át adja.

## Népesség
Ahogy egész Kolumbiában, a népesség növekedése Arauca megyében is gyors, ezt szemlélteti az alábbi táblázat:
| Év             | Lakosság                        |
| -------------- | ------------------------------- |
| 1985           | Ekkor még nem létezett a megye. |
| 1993           | 137 193                         |
| 2005           | 232 118                         |
| 2012 (becsült) | 256 527                         |